# Supercoppa italiana 2002
Supercoppa italiana 2002 byl čtrnáctý ročník soutěže o trofej Supercoppa italiana, tedy o italský fotbalový Superpohár. Střetly se v něm týmy Juventus FC jakožto vítěz Serie A ze sezony 2001/02 a celek Parma AC, který se ve stejné sezoně (tj. 2001/02) stal vítězem italského fotbalového poháru Coppa Italia.
Zápas se odehrál 25. srpna 2002 v libyjském městě Tripolis na stadionu Tripolis. Zápas vyhrál a potřetí získal tuhle trofej klub Juventus FC.

## Detaily zápasu
| 25. srpen 2002 21:00 UTC+02:00 |        |             |                                                                   |
| Juventus FC                    | 2 – 1  | Parma AC    | Stadio Tripolis, Tripolis diváci: 40 000 rozhodčí: Stefano Farina |
| Del Piero 38', 73'             | Report | 64' Di Vaio | Stadio Tripolis, Tripolis diváci: 40 000 rozhodčí: Stefano Farina |

| Juventus FC | Parma AC |

| G              | 1  | Gianluigi Buffon      |  |     |
| D              | 21 | Lilian Thuram         |  |     |
| D              | 13 | Mark Iuliano          |  |     |
| D              | 4  | Paolo Montero         |  |     |
| D              | 24 | Emiliano Moretti      |  | 69' |
| C              | 16 | Mauro Camoranesi      |  | 46' |
| C              | 3  | Alessio Tacchinardi   |  |     |
| C              | 20 | Davide Baiocco        |  |     |
| C              | 11 | Pavel Nedvěd          |  |     |
| A              | 9  | Marcelo Salas         |  | 72' |
| A              | 10 | Alessandro Del Piero  |  |     |
| Náhradníci:    |    |                       |  |     |
| G              | 12 | Antonio Chimenti      |  |     |
| D              | 15 | Alessandro Birindelli |  | 69' |
| D              | 2  | Ciro Ferrara          |  |     |
| D              | 6  | Salvatore Fresi       |  |     |
| D              | 14 | Cristiano Zenoni      |  |     |
| C              | 27 | Matteo Brighi         |  | 46' |
| A              | 25 | Marcelo Zalayeta      |  | 72' |
| Trenér:        |    |                       |  |     |
| Marcello Lippi |    |                       |  |     |

| G                | 1  | Sébastien Frey      |  |     |
| D                | 2  | Aimo Diana          |  |     |
| D                | 21 | Matteo Ferrari      |  |     |
| D                | 5  | Daniele Bonera      |  |     |
| D                | 3  | Gianluca Falsini    |  |     |
| C                | 7  | Marco Marchionni    |  |     |
| C                | 8  | Sabri Lamouchi      |  |     |
| C                | 29 | Massimo Donati      |  | 62' |
| C                | 10 | Hidetoši Nakata     |  |     |
| A                | 20 | Marco Di Vaio       |  |     |
| A                | 9  | Adriano             |  | 46' |
| Náhradníci:      |    |                     |  |     |
| G                | 22 | Cláudio Taffarel    |  |     |
| D                | 28 | Paolo Cannavaro     |  |     |
| D                | 16 | Júnior              |  |     |
| D                | 24 | Sebastiano Siviglia |  |     |
| C                | 6  | Simone Barone       |  | 62' |
| C                |    | Matuzalém           |  |     |
| A                | 11 | Emiliano Bonazzoli  |  | 46' |
| Trenér:          |    |                     |  |     |
| Cesare Prandelli |    |                     |  |     |